# 学校法人聖心ウルスラ学園
学校法人聖心ウルスラ学園（がっこうほうじんせいしんウルスラがくえん）とは、宮崎県延岡市緑ヶ丘3丁目7番地21号に本部がある日本の学校法人。

## 概要
- カトリック系の学校であり、宮崎県北部では唯一のミッションスクールである。
- 聖心ウルスラ学園聡明中学校・聖心ウルスラ学園高等学校、聖心ウルスラ学園附属幼稚園を設立している。
- 過去に、聖心ウルスラ学園短期大学、聖心ウルスラ学園歯科衛生士専門学校を設立していたが、すでに閉校している。